# Крамер, Карл Фридрих
Карл Фридрих Крамер (нем. Carl Friedrich Cramer; 7 марта 1752, Кведлинбург — 8 декабря 1807, Париж) — немецкий писатель. Сын поэта Иоганна Крамера.
Был профессором греческого и восточных языков в Киле. В 1794, как сторонник революционных идей, был отставлен от кафедры и переселился в Париж.

## Сочинения
- «Klopstock in Fragmenten aus Briefen v. Tellow an Elisa» (Гамб., 1777.);
- «Klopstock: Er u. über ihn» (Гамб., 1780—1793);
- «Tagebuch aus Paris» (1806);
- «Individualitäten aus und über Paris» (1806);
- «Ansichten der Hauptstadt der franz. Kaiserreiches» (1807).